# Cuk Dadak
Cuk Dadak is een bestuurslaag in het regentschap Ogan Komering Ilir van de provincie Zuid-Sumatra, Indonesië. Cuk Dadak telt 1043 inwoners (volkstelling 2010).